# 南台 (中野區)
南台（日语：／ Minamidai */?）是東京都中野區的地名。已實施住居表示。現行行政地名為南台一丁目至五丁目。2013年10月1日為止的人口有19,553人。郵遞區號164-0014。

## 地理
位於中野區最南部。東接澀谷區本町。南鄰澀谷區笹塚與幡谷。北至方南通，接中野區彌生町。西鄰杉並區方南。町內主要為住宅區。因屬於「木賃帶」（木賃ベルト地帯）的一部分，有許多公寓與獨自居住的年輕住戶。

## 歷史
1967年6月1日實施住居表示。

### 新舊町名對照
- 南台一丁目：榮町通一丁目一部分、新山通一丁目一部分
- 南台二丁目：榮町通二丁目一部分、新山通一丁目一部分、前原町
- 南台三丁目：榮町通二丁目一部分、榮町通三丁目一部分、多田町
- 南台四丁目：新山通二丁目、新山通三丁目、新山通一丁目一部分、多田町一部分、八島町一部分
- 南台五丁目：榮町通三丁目一部分、八島町一部分、雜色町

### 地名由來
意為中野區南邊的台地。

## 交通
町內沒有鐵路車站，可利用東京地下鐵丸之內線方南町站、中野富士見町站、中野新橋站，京王線笹塚站、幡谷站。方南通與中野通上的巴士也十分便利。

## 設施
- 東京大學中野校區（一丁目）
  - 東京大學教育學部附屬中等教育學校（日语：東京大学教育学部附属中等教育学校）（東大附屬高、中）
- 東京消防廳中野消防署南中野出張所（二丁目）
- 中野區南中野區民活動中心、南中野地域事務所（三丁目）
- 中野區立南台圖書館（三丁目）
- 中野區立多田小學校（三丁目）
- 東京都立中野特別支援學校（日语：東京都立中野特別支援学校）（三丁目）
- 中野區立新山小學校（四丁目）
- 中野區立南中野中學校（日语：中野区立南中野中学校）（五丁目）

## 備註
1. ↑  .   [2013-10-06]. （原始内容存档于2015-06-10）.